# 布雷島
69°16′N 77°00′W / 69.267°N 77.000°W

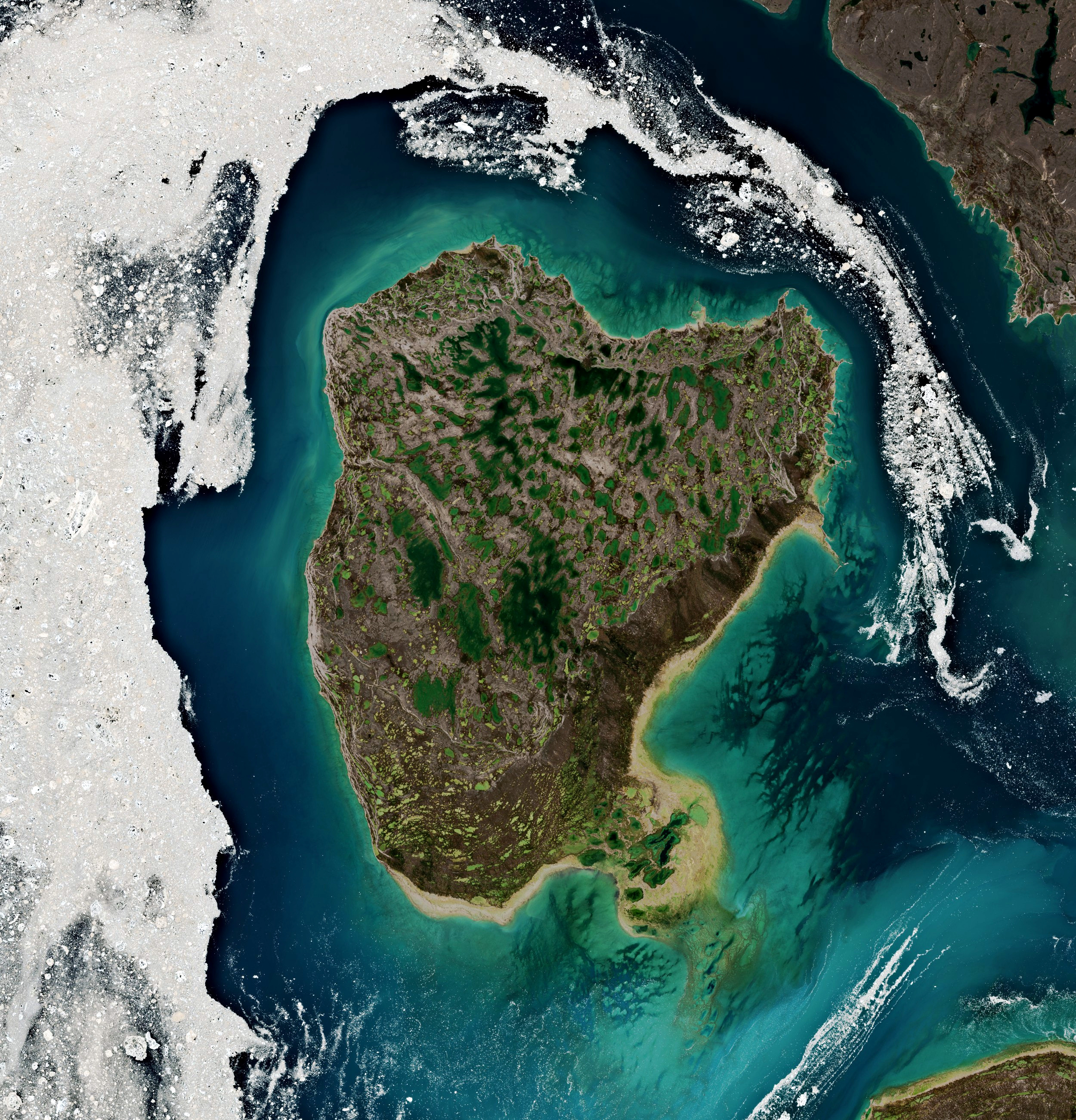
加拿大布雷島

布雷島是加拿大的島嶼，位於福克斯灣，屬於北極群島的一部分，由基瓦里奇地區負責管轄，長37公里、寬25公里，面積689平方公里，島上無人居住。